# Eilema ochroleuca
Eilema ochroleuca är en fjärilsart som beskrevs av Alfred Ernest Wileman och West 1928. Eilema ochroleuca ingår i släktet Eilema och familjen björnspinnare. Inga underarter finns listade i Catalogue of Life.